# The Cataracs
The Cataracs é uma dupla dos EUA de hip hop da Berkeley, Califórnia. Formada por Niles Hollowell-Dhar, compositor, vocalista e produtor e David Singer-Vine, compositor e vocalista. A dupla iniciou como um grupo independente enquanto estudavam na Berkeley High School. Os dois foram os primeiros a assinarem com a gravadora Indie-Pop. Ficaram famosos com a participação na música "Like a G6", do Far East Movement.

## Biografia

### No início
O grupo se conheceu enquanto estavam estudando no segundo ano da Berkeley High School. Singer-Vine foi apresentado em um CD de rap que estava circulando pelo campus. Quando Dhar eventualmente ouviu o CD, ele criou uma resposta. No entanto, a resposta com "humilhação" juntou os dois e logo se tornaram amigos. Em 2003, os dois se uniram para criar o que é hoje o The Cataracs (que foi nomeado após a frase “Who smoke ‘til your eyes get cataracts” ("Quem fuma até seus olhos ficarem com cataratas") da música de Snoop Dogg, chamada “What's my name Pt. 2”). No verão de 2006, eles lançaram seu primeiro álbum, Technohop vol. 1. Em agosto de 2006, o grupo juntou-se com The Pack para fazer o single "Blueberry Afghani". A música logo se tornou um sucesso e foi escolhido como "Download da Semana" pela rádio 106 KMEL e muitos sites de música como o The Fader, o inglês Hip Hop Connection e também o XLR8R elogiaram a música.
Singer-Vine frequentou o Columbia College Chicago, em Chicago, Illinois. Niles Dhar é também membro da Pi Kappa Phi na San Francisco State University. Mas, a fim de seguir seus sonhos na carreira musical, eles decidiram que teriam que abandonar a escola. Então, a dupla fez as malas e mudou para Los Angeles, CA, onde começou a trabalhar em sua música em tempo integral, criando músicas como "Club Love" e "Baby Baby", sendo que esta última passou a ser apresentada no reality show Keeping Up with the Kardashians, no início de 2010. Em 2007, eles lançaram seu segundo álbum, Technohop vol. 2, e em 2008 eles lançaram seu terceiro álbum, The 13th Grade.

### Ascensão à fama
Em sua nova fase, eles descobriram uma nativa de Manteca, na Califórnia, Dev, uma cantora que postou muito do seu trabalho no MySpace. Niles perguntou se ela gostaria de cantar para eles, que foi para a música "2Nite". Os The Cataracs, junto com Dev, assinaram com a gravadora Indie-Pop, que também dispõe de músicos como o Young L. Mais tarde assinaram contrato com uma grande gravadora, a Universal. Através da Universal eles começaram a produzir músicas para artistas como Far East Movement e Glasses Malone. Como artistas, o The Cataracs recebeu o reconhecimento através de seu single de 2010, "Club Love", que foi bastante tocado em clubes e em diversas estações de rádio. Apesar de tais realizações, os The Cataracs tiveram o seu maior sucesso com a música "Like a G6", que foi escrito por Singer-Vine/Dhar e produzido por Dhar e também atingiu o primeiro lugar na parada de músicas da Billboard. O refrão da música foi reutilizado da letra de "Bounce Booty", canção de Dev, que também foi produzida por eles. Eles foram apresentados em duas das canções de Shwayze em seus mixtape Love Stoned, de 2010. A dupla também produziu canções para álbuns como o novo álbum do The Pack, Wolfpack Party. No início de dezembro de 2010, uma colaboração com Snoop Dogg, a inspiração por trás do nome do grupo, vazou e surgiram rumores de que a canção fosse se tornar o segundo single de Snoop Dogg, de seu álbum Doggumentary. Produziram "Kick Us Out" para o trio pop Hyper Crush. Em 17 julho de 2011 Campa lançou um álbum gratuito em seu site (campaiscold.com), intitulado Would You Hate Me If I Took a Sip? (Você me odiaria se eu tomasse um gole?), juntamente com três clipes de música inclusos. Em uma tentativa de reforçar a sua base de fãs, e deixar as pessoas mais familiarizadas com quem eles são, lançaram o extended play "Gordo Taqueria". Isso serviria como um EP que antecederia um futuro lançamento de estreia. Diferente de seu trabalho anterior, este álbum exclui amostras ou aparições de sua colega de gravadora Dev. O anúncio da saída de David também trouxe algumas boas notícias sobre o futuro do The Cataracs. Pelo Facebook, Niles anunciou que ele colaborou com artistas que ele apenas sonhava anteriormente e criou algumas das melhores músicas de sua carreira. Atualmente, The Cataracs está trabalhando com a atriz e cantora Selena Gomez no seu novo álbum Stars Dance, produzindo 2 músicas, sendo elas Slow Down e Undercover.

### Separação
No dia 23 de agosto de 2012, Niles informou na página do The Cataracs no Facebook que David havia deixado o grupo. A nota prossegue dizendo que "o The Cataracs, há 2 semanas atrás, tomou uma nova forma. David informou-nos de uma decisão muito grande, a decisão de seguir seu coração e parar de fazer músicas." Niles vai continuar a produzir músicas sozinho e mantendo o nome The Cataracs. O primeiro show sem David ocorreu no dia 25 de agosto na Universidade de Cornell.

## Singles

### Como artista principal
| "Top of the World" (featuring Dev)                                                            | 2011 | — | —  | 66 | —  | —  | - RIAA: ouro | Non-album singles |
| "Sunrise" (featuring Dev)                                                                     | 2011 | — | —  | —  | —  | —  |              | Non-album singles |
| "All You" (featuring Waka Flocka Flame and Kaskade)                                           | 2012 | — | 54 | —  | —  | —  |              | Non-album singles |
| "Alcohol" (featuring Sky Blu)                                                                 | 2012 | — | —  | —  | —  | —  |              | Non-album singles |
| "Missed U 2" (featuring Petros)                                                               | 2013 | — | —  | —  | —  | —  |              | Non-album singles |
| "Hey Now" (with Martin Solveig featuring Kyle)                                                | 2013 | 8 | 31 | 55 | 10 | 38 | - BVMI: ouro | Non-album singles |
| "—" indica que a gravação não foi incluída nas paradas ou não foi distribuída naquela região. |      |   |    |    |    |    |              |                   |

### Como artista convidado
| Título                                                                                        | Ano  | Posições em paradas músicais | Posições em paradas músicais | Posições em paradas músicais | Posições em paradas músicais | Posições em paradas músicais | Posições em paradas músicais | Posições em paradas músicais | Posições em paradas músicais | Posições em paradas músicais | Posições em paradas músicais | Certificações                                                                      | Álbum                     |
| Título                                                                                        | Ano  | EUA                          | AUS                          | AUT                          | BEL                          | FRA                          | ALE                          | HOL                          | SUE                          | SUI                          | UK                           | Certificações                                                                      | Álbum                     |
| --------------------------------------------------------------------------------------------- | ---- | ---------------------------- | ---------------------------- | ---------------------------- | ---------------------------- | ---------------------------- | ---------------------------- | ---------------------------- | ---------------------------- | ---------------------------- | ---------------------------- | ---------------------------------------------------------------------------------- | ------------------------- |
| "Like a G6" (Far East Movement featuring The Cataracs and Dev)                                | 2010 | 1                            | 2                            | 8                            | 2                            | 14                           | 15                           | 3                            | 7                            | 10                           | 5                            | - RIAA: 4× platina - ARIA: 3× platina - GLF: ouro - IFPI SUI: ouro - RMNZ: platina | Free Wired                |
| "Bass Down Low" (Dev featuring The Cataracs)                                                  | 2010 | 61                           | —                            | —                            | 8                            | —                            | —                            | 92                           | —                            | —                            | 10                           |                                                                                    | The Night the Sun Came Up |
| "Backseat" (New Boyz featuring The Cataracs and Dev)                                          | 2011 | 26                           | —                            | —                            | 21                           | —                            | —                            | —                            | —                            | —                            | 55                           |                                                                                    | Too Cool to Care          |
| "—" indica que a gravação não foi incluída nas paradas ou não foi distribuída naquela região. |      |                              |                              |                              |                              |                              |                              |                              |                              |                              |                              |                                                                                    |                           |

## Trabalhos como produtores
- 2009: "Back It Up" (Colette Carr)
- 2010: "Fireball" (Dev)
- 2010: "Wet" (Snoop Dogg)
- 2010: "Booty Bounce" (Dev)
- 2010: "Bass Down Low" (Dev)
- 2010: "Like a G6" (Far East Movement)
- 2010: "Kick Us Out" (Hyper Crush)
- 2010: "Vibrator" (Gucci Mane)
- 2010: "Backseat" (New Boyz)
- 2010: "Malibu Is Poppin'" (Colette Carr)
- 2010: "Wolfpack Party" (The Pack)
- 2010: "Sex on the Beach" (The Pack)
- 2010: "Aye!" (The Pack)
- 2010:	"Booty Bounce" (The Pack)
- 2011: "Better with the Lights Off" (New Boyz)
- 2011: "Love Letter" (Shwayze)
- 2011: "In My Trunk" (Dev)
- 2011: "Me" (Dev)
- 2011: "In the Dark" (Dev)
- 2011: "I'm On It" (50 Cent)
- 2011: "The Enforcer" (50 Cent)
- 2011: "City Nights" (Mistah F.A.B.)
- 2011: "Whiplash"  (Lisa D'Amato)
- 2011: "Young Forever" (The Ready Set)
- 2012: "Naked"  (Dev)
- 2012: "Take Her from You" (Dev)
- 2013: "Nilly" (Colette Carr)
- 2013: "Back It Up" (Colette Carr)
- 2013: "With the Lights On" (Jason Derulo)
- 2013: "Slow Down" (Selena Gomez)
- 2013: "Undercover" (Selena Gomez)
- 2013: "Cali Luv" (Snow Tha Product)
- 2013: "Turn the Night Up" (Enrique Iglesias)
- 2013: "Pressure" (Robin Thicke)
- 2013: "Put Your Lovin on Me" (Robin Thicke)
- 2013: "Heart Attack" (Enrique Iglesias)
- 2013: "Want Dem All" (Sean Paul)
- 2013: "Other Side of Love" (Sean Paul)
- 2013: "Ring of Fire" (Krewella)
- 2013: "What's My Fuckin Name" (Stunnaman)
- 2014: "Still Your King"  (Enrique Iglesias)
- 2014: " I'm A Freak " (Enrique Iglesias)
- 2014: "You and I" (Enrique Iglesias)